# ابن هشام الأنصاري
جَمالُ الدِّينِ أبُو مُحَمَّدٍ عَبدُ اللَّهِ بنُ يُوسُفَ بنِ أحمَدَ بنِ عَبدِ اللَّهِ بنِ هِشامٍ الأنْصارِيُّ الحَنْبَلِيُّ ويُعرَف اختصارًا بـ ابن هشام الأنصاري أو ابن هشام النحوي (ذو القعدة 708 - 5 ذو القعدة 761هـ / 1309 - 1360م). هو من أئمة النحو العربي، فاق أقرانه شهرةً. واسع الاطلاع وحسن العبارة، صالح ورع. لزم الشهاب عبد اللطيف بن المرحل وتلا على ابن السراج وسمع على أبي حيان الأندلسي ديوان زهير بن أبي سلمى، ولم يلازمه، ولا قرأ عليه غيره. وحضر دروس تاج الدين التبريزي وقرأ على تاج الدين الفاكهاني شرح الإشارة له إلا الورقة الأخيرة. وحدث عن ابن جماعة بالشاطبية، وتفقه على المذهب الشافعي ثم تحنبل فحفظ مختصر الخرقي قبيل وفاته بخمس سنين.
تخرج به جماعة من أهل مصر وغيرهم وتصدر لنفع الطالبين وانفرد بالفوائد الغريبة والمباحث الدقيقة، وكانت له ملكة يتمكن بها من إيصال المعلومة وتفهيم الطلبة. وكان متواضعاً دمث الخلق شديد الشفقة رقيق القلب.

## مولده و نشأته
ولد العلامة الشيخ، أبو محمد عبد الله جمال الدين بن أحمد بن عبد الله بن هشام الأنصاري بالقاهرة في ذي القعدة، سنة ثمان وسبعمائة من الهجرة، الموافق سنة / 1309/ من الميلاد. ومن ثم ترعرع فيها، وشب محبًّا للعلم والعلماء، فأخذ عن الكثيرين منهم، ولازم بعضًا من الأدباء والفضلاء.

## شيوخه
ذكر صاحب الدرر الكامنة أن ابن هشام لزم عددًا من فحول عصره، وتلقى العلم على أيدي علماء زمانه، وتتلمذ لهم، ومنهم ابن السراج، وأبو حيان، والتاج التبريزي، والتاج الفاكهاني، والشهاب بن المرحل، وابن جماعة، وغيرهم.

## منزلته العلمية
أتقن ابن هشامِِ العربية، وتخصص بالنحو، وكان لكتابيه:«مغني اللبيب عن كتب الأعاريب» ، و«أوضح المسالك إلى ألفية ابن مالك». صدى في النفوس، ونال بهما منزلة لدى العلماء والأدباء «فاشتهر في حياته، وأقبل الناس عليه»  غير أن شهرته لم تكن محصورة في مصر وحدها، بل تعدتها إلى المشرق والمغرب، حيث ذكر صاحب الدرر الكامنة نقلًا عن ابن خلدون قوله:«ما زلنا ونحن بالمغرب نسمع أنه ظهر بمصر عالم بالعربية، يقال له: ابن هشام، أنحى من سيبويه» 
كان ابن هشام، يتمتع بذكاء خارق، وذاكرة قوية، حيث استطاع أن يجمع عدة علوم، وأن يبرز فيها، وهو «المتفرد بالفوائد الغريبة، والمباحث الدقيقة، والاستدراكات العجيبة، والتحقيق البارع، والاطلاع المفرط، والاقتدار على التصرف في الكلام، والملكة التي كان يتمكن من التعبير بها عن مقصوده بما يريد مسهبًا وموجزًا، ومما يدلنا على مدى فطنته، وقوة حافظته حتى أواخر حياته، أنه حفظ مختصر الخرقي في دون أربعة أشهر قبل موته بخمس سنين.

## تدينه وخلقه
كان ابن هشام عالمًا ورِعًا، لم يتهم باعتقاده، ولا بتدينه، ولا بسلوكه، وهو شافعي المذهب، وتحنبل في أواخر حياته، وهذا يدل على أنه كان متعمقًا في كلا المذهبين. وامتاز ابن هشام «بالتواضع والبر والشفقة ودماثة الخلق ورقة القلب»  فضلًا عن دينه، وعفته، وحسن سيرته، واستقامته، وكان إلى ذلك صبورًا في طلب العلم مداوِمًا عليه حتى آخر حياته، ومن شعره في الصبر:

## مصنفاته

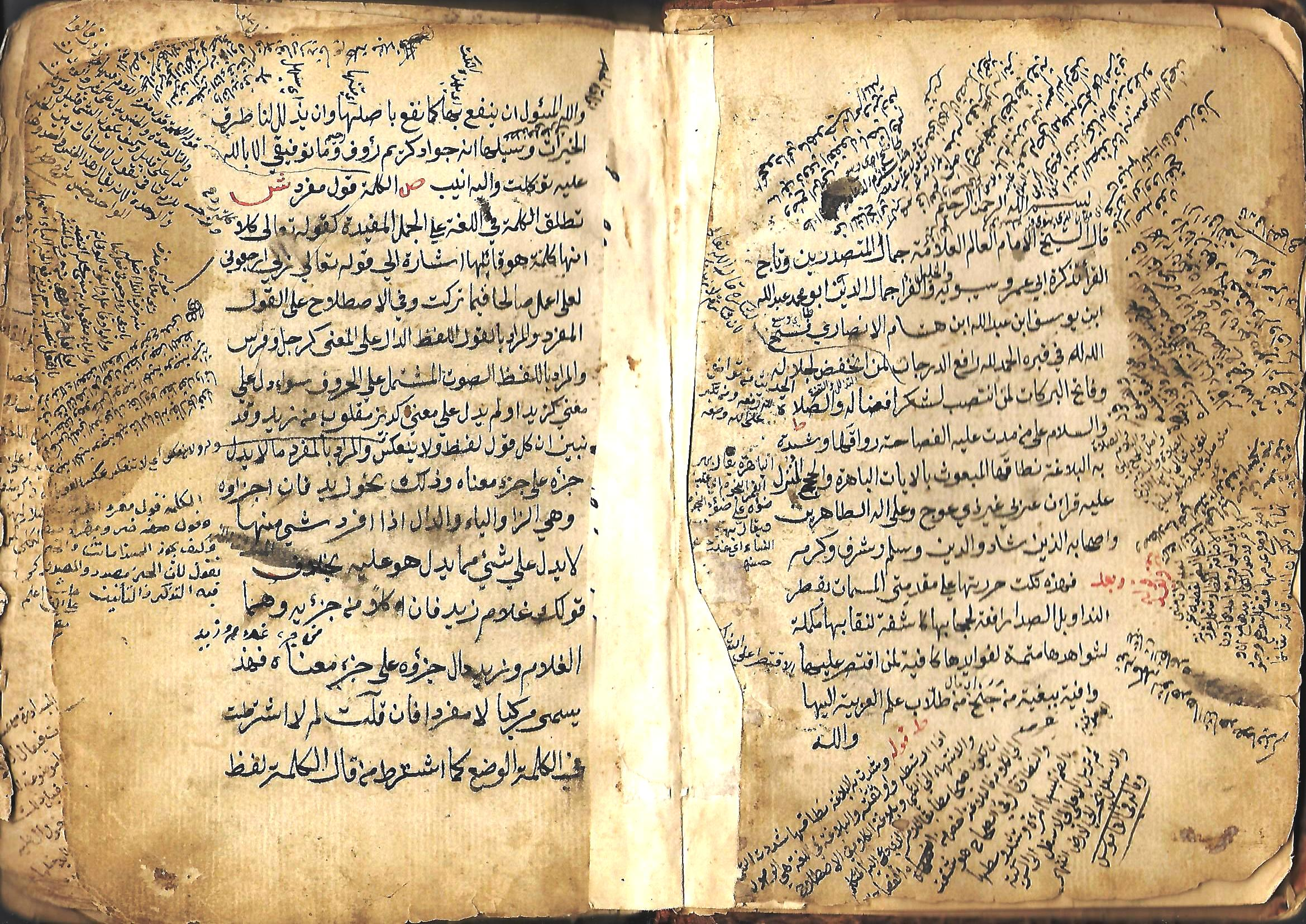
الصفحة الأولى من مخطوط لأحد مؤلفاته في النحو عنوانه (شرح قطر الندى وبل الصدى)

- الإعراب عن قواعد الإعراب (طبع في الآستانة وفي مصر وشرحه الشيخ خالد الأزهري
- الألغاز (وهو كتاب في المسائل النحوية صنفه لخزانة السلطان الكامل محمد بن العادل، طبع في مصر)
- أوضح المسالك إلى ألفية ابن مالك
- شذور الذهب في معرفة كلام العرب
- شرح شذور الذهب في معرفة كلام العرب
- التذكرة (ذكر السيوطي أنه كتاب في خمسة عشر جزءاً)
- التحصيل والتفصيل لكتاب التذييل والتكميل
- الجامع الصغير
- الجامع الكبير
- شرح البردة (شرح بانت سعاد)
- شرح قطر الندى و بل الصدى
- شرح اللمحة لأبي حيان الأندلسي.[19]
- مغني اللبيب عن كتب الأعاريب مطبوع بتحقيق محمد محيي الدين عبد الحميد، وتحقيق الدكتور مازن المبارك وعلي حمد الله (دار الفكر بدمشق)، وتحقيق الدكتور عبد اللطيف محمد الخطيب (المجلس الوطني للثقافة والفنون والآداب والتراث العربي بالكويت)، وبتدقيق الدكتور صالح عبد العظيم الشاعر (مكتبة الآداب بالقاهرة)، وتحقيق فخر الدين قباوة.[20]
- أسئلة وأجوبة في إعراب القرآن

## وفاته
توفي ابن هشام -رحمه الله تعالى- ليلة الجمعة في الخامس من ذي القعدة سنة إحدى وستين وسبعمائة من الهجرة، الموافق سنة 1360 من الميلاد، ورثاه ابن نباتة بقوله:

## قالوا عنه
- قال عنه ابن خلدون:[23]

وقال عنه مرة أخرى:
- وقال شيخ الإسلام العلامة ابن حجر:[24]

### فهرس المراجع
1. 1 2 3 4 5 6 7 8 9 10 11  ابن هشام (2008)، ص. 5.
2. ↑  السيوطي، ج. 2، ص. 68.
3. 1 2 3  ابن هشام (2008)، ص. 6.
4. ↑  ترجمة ابن هشام نسخة محفوظة 24 فبراير 2015 على موقع واي باك مشين.
5. ↑  بغية الوعاة، للسيوطي. تحقيق محمد أبي الفضل إبراهيم "ط: 2. بيروت: دار الفكر، "1399-1979 م"، 2: 68.
6. ↑  الدرر الكامنة، لابن حجر "حيدر آباد، 1348 هـ"، 2: 308-310.
7. ↑  ابن السراج: محمد بن أحمد، أبو عبد الله السراج الدمشقي، مقرئ نحوي، ولد سنة 668هـ، ومات سنة 743هـ. بغية الوعاة: 1/ 20
8. ↑  أبو حيان: محمد بن يوسف، أثير الدين الغرناطي، نحوي عصره، ولغويه، ومحدثه، وأديبه، له البحر المحيط في التفسير، والمدبح في التصريف وغيرهما. مات سنة 745هـ. بغية الوعاة: 280-283".
9. ↑  التبريزي: علي بن عبد الله الأردبيلي التبريزي، عالم ورع وأحد الأئمة الجامعين لأصناف العلوم. مات سنة 746هـ. المصدر نفسه: 2/ 171.
10. ↑  التاج الفاكهاني: عمر بن علي بن سالم بن صدقة اللخمي الإسكندراني، له شرح العمدة، والإشارة في النحو وغيرهما. مات سنة 731هـ. المصدر نفسه 2: 221، والدرر الكامنة: 3/ 178.
11. ↑  الشهاب بن المرحل: عبد اللطيف بن عبد العزيز، ولم يذكر له صاحب البغية ترجمة وافية. البغية 2/ 541.
12. ↑  ذكر صاحب البغية، في ترجمتة لابن هشام، أنه "حدث عن ابن جماعة بالشاطبية"، والذين سموا بهذا الاسم كُثر، ولعل المقصود بالذكر هنا بدر الدين محمد المتوفى سنة 733هـ، والذي كان يشغل منصب قاضي قضاة دمشق، ثم مصر في أيامه.
13. ↑  بغية الوعاة: 2/ 68
14. ↑  الدرر الكامنة: 2/ 308-310
15. ↑  البغية: 2/ 69
16. ↑  المصدر نفسه.
17. ↑  البغية
18. 1 2  بغية الوعاة: 2/ 69
19. ↑  "فهرست الكندي / شرح اللمحة البدرية في علم العربية لأبي حيان الأندلسي". مؤرشف من الأصل في 14 سبتمبر 2020. اطلع عليه بتاريخ 26- 01- 1442هـ. {{استشهاد ويب}}: تحقق من التاريخ في: |تاريخ الوصول= (مساعدة)
20. ↑  "مغني اللبيب عن كتب الأعاريب". مؤرشف من الأصل في 2020-02-20. اطلع عليه بتاريخ 04/ 09/ 2020. {{استشهاد ويب}}: تحقق من التاريخ في: |تاريخ الوصول= (مساعدة)
21. ↑  بغية الوعاة
22. ↑  المصدر نفسه
23. ↑  ابن حجر (1972)، ج. 3، ص. 94.
24. ↑  ابن حجر (1972)، ج. 3، ص. 93–94.

### بيانات المراجع
- جلال الدين السيوطي، بغية الوعاة في طبقات اللغويين والنحاة، تحقيق: محمد أبو الفضل إبراهيم، صيدا: المكتبة العصرية، QID:Q116998587
- ابن حجر العسقلاني (1972)، الدرر الكامنة في أعيان المائة الثامنة، تحقيق: كرنكو (ط. 2)، حيدر آباد: دائرة المعارف العثمانية، OCLC:4770895251، QID:Q116944989
- ابن هشام الأنصاري (2008). أوضح المسالك إلى ألفية ابن مالك (ط. 1). بيروت – لبنان: دار ابن حزم. ISBN:978-9953-81-623-4.